# Dante Maggio
Pour les articles homonymes, voir Maggio.
Dante Maggio, né à Naples le 2 mars 1909 et mort à Rome le 3 mars 1992, est un acteur italien. Il est apparu dans 115 films entre 1940 et 1975.

## Biographie
Né à Naples dans une famille d'acteurs, Dante Maggio a eu une adolescence troublée, qui a conduit son père à l'envoyer dans un institut pour mineurs à problèmes . Il a fait ses débuts sur scène à l'âge de 18 ans,. Il a travaillé sur scène dans plusieurs sceneggiate et avec les compagnies d' Anna Fougez et Raffaele Viviani avant de créer sa propre société.
Maggio est le frère des acteurs Enzo, Rosalia, Beniamino et Pupella Maggio.

## Filmographie partielle
- 1946 :
  - Un giorno nella vita d'Alessandro Blasetti
  - Le vie del peccato (it) de Giorgio Pàstina
- 1946 : Ultimo amore  de Luigi Chiarini
- 1947 : La Grande Aurore (La grande aurora) de Giuseppe Maria Scotese
  - Le avventure di Pinocchio de Giannetto Guardone
- 1948 :
  - Guarany de Riccardo Freda
  - Molti sogni per le strade de Mario Camerini
- 1949 : Le Loup de la Sila (Il lupo della Sila) de Duilio Coletti
- 1950 :
  - Cavalcata d'eroi de Mario Costa
  - 47 morto che parla de Carlo Ludovico Bragaglia
  - Les Feux du music-hall (titre original : Luci del varietà) d'Alberto Lattuada et Federico Fellini
  - Naples millionnaire (titre original: Napoli milionaria) de Eduardo De Filippo
  - Canzone di primavera de Mario Costa
  - Pour l'amour du ciel (titre original : E' più facile che un cammello...) de Luigi Zampa
- 1951 :
  - Bellezze in bicicletta de Carlo Campogalliani
  - Trieste mia! de Mario Costa
- 1952 : 
  - Les Coupables (titre original : Processo alla città) de Luigi Zampa
  - Heureuse Époque (Altri tempi - Zibaldone n. 1) d'Alessandro Blasetti
  - Tragico ritorno de Pier Luigi Faraldo
  - Perdonami! de Mario Costa
  - Viva il cinema! de Giorgio Baldaccini et Enzo Trapani
- 1953 : La pattuglia dell'Amba Alagi de Flavio Calzavara
- 1954 : Napoli piange e ride de Flavio Calzavara
- 1955 :
  - Canzoni di tutta Italia de Domenico Paolella
  - La canzone del cuore de Carlo Campogalliani
- 1958
  - Capitan Fuoco de Carlo Campogalliani
  - Je ne suis plus une enfant (Non sono più guaglione) de Domenico Paolella
- 1960 : David et Goliath ((titre original : David e Golia)de Richard Pottier et Ferdinando Baldi
- 1961 : Pesci d'oro e bikini d'argento de Carlo Veo
- 1964 :  Una lacrima sul viso de Ettore Maria Fizzarotti
- 1965 : 30 Winchester per El Diablo de Gianfranco Baldanello
- 1965 : Caprice à l'italienne (titre original : Capriccio all'italiana) film à sketches de Mario Monicelli, Pier Paolo Pasolini, Mauro Bolognini, Steno et Pino Zac
- 1966 : Trois Winchester pour Ringo (3 colpi di Winchester per Ringo) d'Emimmo Salvi
- 1969 : Demande pardon à Dieu, pas à moi... (Chiedi perdono a Dio... non a me) de Vincenzo Musolino : barman
- 1970 : Vierges pour Satana (Una spada per Brando) d'Alfio Caltabiano
- 1971 : Black Killer de Carlo Croccolo
- 1972 : Priez les morts, tuez les vivants (en italien : Prega il morto e ammazza il vivo) de Giuseppe Vari
- 1972 : Folie meurtrière (Mio caro assassino) de Tonino Valerii
- 1973 : Una vita lunga un giorno de Ferdinando Baldi
- 1974 : Di Tresette ce n'è uno, tutti gli altri son nessuno de Giuliano Carnimeo : Drakeman